# Hino da República Socialista Soviética da Geórgia
O Hino da República Socialista Soviética da Geórgia foi o hino nacional da Geórgia enquanto esta foi uma república da União Soviética, conhecida como RSS da Geórgia.
O hino foi usado de 1946 até 1991. A música foi composta por Otar Taktakishvili e a letra foi escrita por Grigol Abashidze e A. Abasheli. A letra original possuía referências a Josef Stalin, um georgiano e líder da União Soviética naquele momento. Essas palavras foram removidas após a morte de Stalin, sendo parte do programa de Nikita Khrushchov, conhecido como desestalinização.